# ورانووینا
ورانووینا (به لاتین: Vranovina) یک منطقهٔ مسکونی در بوسنی و هرزگوین است که در Bosanski Petrovac Municipality واقع شده‌است. ورانووینا ۲۴٫۶۱ کیلومتر مربع مساحت و ۵۷ نفر جمعیت دارد.